# Rio Babonã
O Rio Babonã (ou Baboná) é um rio brasileiro que banha o estado do Amazonas.
Deságua no rio Tapauá.